# Gestore di download
Il gestore di installazioni (o download manager) è un programma informatico che si occupa del download (e a volte dell'upload) di file caricati su Internet. A differenza di uno scaricamento effettuato tramite un browser (in cui si deve aspettare obbligatoriamente lo scaricamento completo del file, che a volte può subire qualche errore), quello compiuto con il gestore di download previene eventuali errori causati da un cattivo trasferimento dei dati e consente di salvare lo stato parziale dello scaricamento, senza essere costretti a farlo ripartire da capo. Un gestore di download può anche dividere il file richiesto in 2 o più segmenti, che poi vengono scaricati parallelamente, rendendo in questo modo più rapido lo scaricamento nei limiti della banda disponibile.

## Caratteristiche
Un download manager presenta le seguenti caratteristiche:
- sospensione dello scaricamento di grossi file;
- riavvio di scaricamenti interrotti o sospesi;
- scaricamento di file anche su connessioni lente;
- scaricamento automatico di diversi file da un sito seguendo semplici regole (tipi di file, file aggiornati, ecc.);
- scaricamento ricorsivo automatico (mirroring);
- scaricamenti pianificati;
- ricerca tramite siti mirror e gestione di connessioni differenti per scaricare lo stesso file più velocemente (scaricamento segmentato).

Molti gestori di download supportano Metalink, un file XML che elenca mirror, checksum ed altre informazioni utili per lo scaricamento.
Alcuni gestori di download, come Go!Zilla, sono stati tra le prime applicazioni adware a mostrare banner pubblicitari nella propria interfaccia utente.
Alcune categorie di applicazioni Internet, come i programmi di file sharing peer-to-peer e gli stream recorder, possiedono caratteristiche molto simili ai gestori di download.

## Programmi di questo tipo
- wget
- Free Download Manager
- Internet Download Manager
- JDownloader
- RDesc
- wxDownload Fast